# Эшфорд, Дейзи
Маргарет Мэри Джулия Девлин (англ. Margaret Mary Julia Devlin, 7 апреля 1881, Petersham, Большой Лондон — 15 января 1972 или 18 января 1972, Норидж), известная также как Дейзи Эшфорд (англ. Daisy Ashford) — английская писательница, наиболее известная тем, что в девятилетнем возрасте написала повесть «Молодые посетители», посвящённую высшему сословию Англии конца XIX века. Повесть была опубликована в 1919 году с сохранением детской орфографии и пунктуации. В своей рукописи она написала название как «Viseters», но оно было опубликовано как «Visiters».

## Биография

### Ранние годы и образование

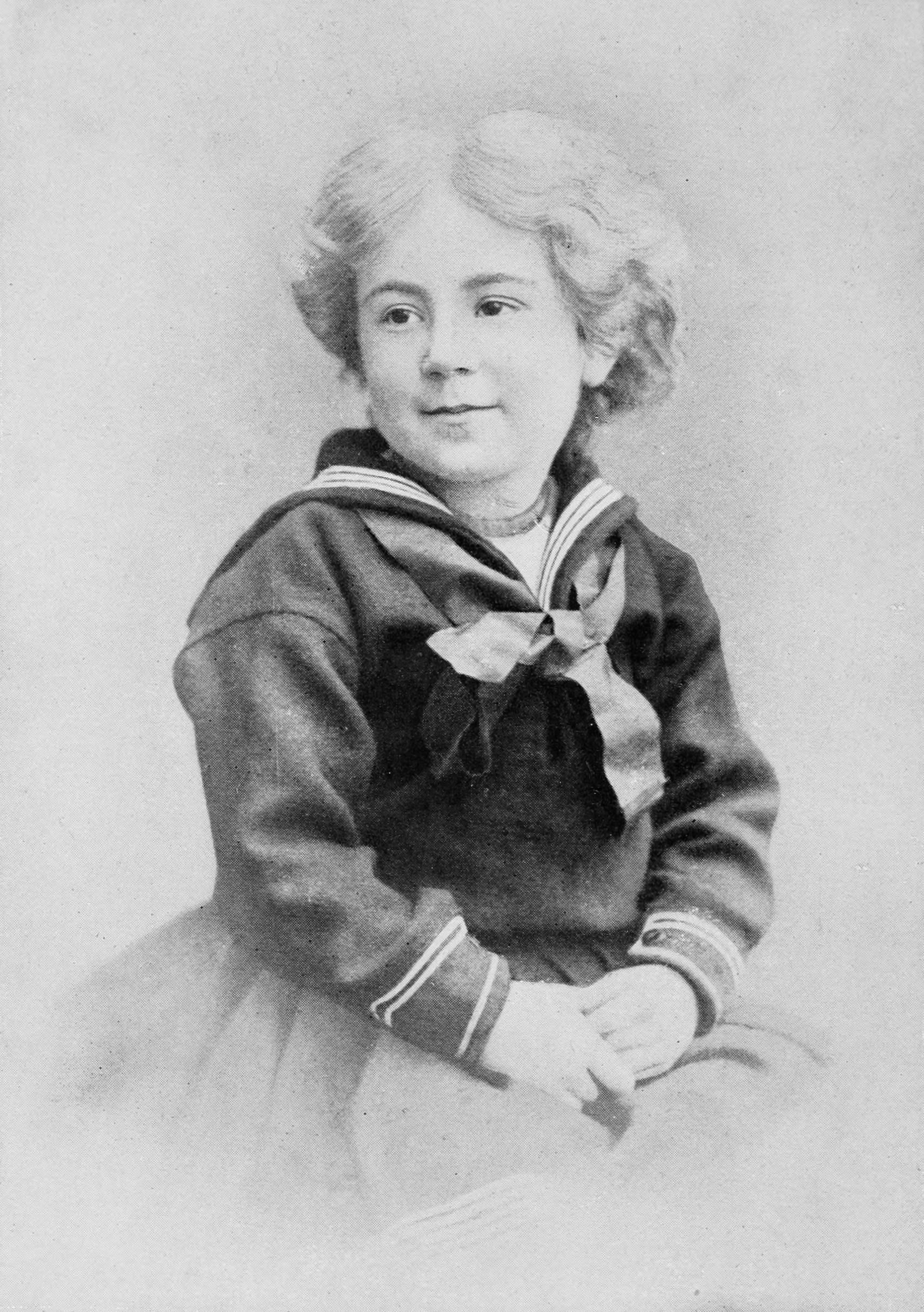
Дейзи Эшфорд в детстве

Дейзи Эшфорд родилась 3 апреля 1881 года в Питершеме, графство Суррей, и была старшей из трёх дочерей, родившихся у Эммы Джорджины Уокер и Уильяма Генри Роксбурга Эшфорда. В основном она получила домашнее образование вместе со своими сёстрами Марией Вероникой «Вера» (род. 1882) и Анджелой Мэри «Энджи» (род. 1884).

### Карьера
В четыре года Дейзи продиктовала отцу свой первый рассказ «Жизнь отца Максвайни»; он был опубликован в 1983 году. С 1889 по 1896 год она и её семья жили по адресу Сент-Аннс-Кресент, 44, Льюис, где она написала повесть «Молодые посетители». Она написала ещё несколько рассказов; пьесу «Женское преступление»; и ещё один короткий роман «Дочь палача», который она считала своим лучшим произведением. Некоторые рассказы, написанные Эшфорд, утеряны.
Она перестала писать в подростковом возрасте. В 1896 году семья переехала в район Уолландс в Льюисе, а в 1904 году она переехала с семьей в Бексхилл, а затем в Лондон, где работала секретарём. Во время Первой мировой войны она управляла столовой в Дувре. Опубликованный в 1919 году роман «Молодые посетители» имел немедленный успех, а несколько других её рассказов были опубликованы в 1920 году. Эшфорд купила ферму на доходы от «Молодых посетителей» и однажды заметила: «Мне нравится свежий воздух и гонорары». В последующие годы она не писала, хотя в старости начала автобиографию, которую позже уничтожила.

### Личная жизнь
В 1920 году, в возрасте 38 лет, Эшфорд вышла замуж за Джеймса Девлина, от которого у неё было четверо детей. Они в течение года управляли бизнесом по выращиванию цветов недалеко от Нориджа, а затем в отеле King’s Arms в Рипхэме. Девлин умер в 1956 году.

### Смерть
Она умерла 15 января 1972 года в Норидже, Англия, и была похоронена там же на кладбище Эрлхэм-Роуд.

## Память
Эдмунд Уилсон назвал роман своего друга Ф. Скотта Фицджеральда «По эту сторону рая» «классикой в классе «Юных посетителей»», считая этот стиль ребяческим или наивным.

## Публикации
- The Young Visiters, or, Mr Salteena's Plan[англ.].  London: Chatto and Windus,  1919
- Daisy Ashford: Her Book: A Collection of the Remaining Novels.  London: George H. Doran and Company, 1920
- Love and Marriage: Three Stories. London: Hart-Davis, 1965
- Where Love Lies Deepest. London: Hart-Davis, 1966
- The Hangman's Daughter and Other Stories. Oxford University Press 1983  (включая The Life of Father McSwiney)